# 84 г. пр.н.е.
84 (осемдесет и четвърта) година преди новата ера (пр.н.е.) е година от доюлианския (Помпилийски) римски календар.

## Събития

### В Римската република
- Консули са Гней Папирий Карбон (за II път) и Луций Корнелий Цина (за IV път).
- Консулите започват да събират голяма войска в очакване на конфликт със Сула.[1]
- Сенатът приема решение (senatus consultum), с което разпределя нови граждани в тридесет и петте триби.[2]
- Гай Юлий Цезар сключва брак с Корнелия Цина, която е дъщеря на консула Луций Корнелий Цина.[3][1]

### В Азия
- Антиох XII Дионисий е разгромен и убит от арабите набатеи които завладяват Дамаск.

## Родени
- Катул, римски поет (умрял 54 г. пр.н.е.)
- Марк Целий Руф, римски политик и оратор (умрял 48 г. пр.н.е.)
- Гай Требаций Теста, римски юрист (умрял 4 г.)
- Сурена, партски военачалник (умрял 52 г. пр.н.е.)

## Починали
- Луций Корнелий Цина – един от консулите през тази година (убит от разбунтували се войници)
- Гай Флавий Фимбрия, римски политик и пълководец
- Антиох XII Дионисий, владетел от династията на Селевкидите
- Апеликон, атински гражданин (родом от остров Теос) и известен библиофил